# Liste des épisodes d'Air Gear
Pour un article plus général, voir Air Gear.
 (février 2025).
Si vous disposez d'ouvrages ou d'articles de référence ou si vous connaissez des sites web de qualité traitant du thème abordé ici, merci de compléter l'article en donnant les références utiles à sa vérifiabilité et en les liant à la section « Notes et références ».
Cet article est un complément de l’article sur le manga Air Gear. Il contient la liste des épisodes et des OAV de l'animé diffusé sur la chaîne TV Tokyo.

## L'anime Air Gear
La série animée Air Gear est composée de 25 épisodes suivant la trame originale du manga jusqu'au tome 12 environ.
Tout comme le manga, les épisodes n'ont pas de noms respectifs. Ils sont nommés « Trick ». Ainsi, les noms japonais des épisodes ne comportent pas de caractères Rômaji.
Quant à la version française, elle reprend les mêmes titres que les épisodes japonais.
Les OAV listés ci-dessous sont sortis au Japon uniquement en DVD. Leur date de sortie s'affiche dans la case de 1re diffusion.

## Génériques
| Générique | Épisodes | Début | Début   | Fin                     | Fin               |
| Générique | Épisodes | Titre | Artiste | Titre                   | Artiste           |
| --------- | -------- | ----- | ------- | ----------------------- | ----------------- |
| 1         | 1 – 25   | Chain | BACK-ON | Sky 2 High              | Shankfunk         |
| /         | OAV 1    |       |         | Forest Walker           | a flood of circle |
| /         | OAV 2    |       |         | Miss X DAY              | a flood of circle |
| /         | OAV 3    |       |         | Sweet Home Battle Field | a flood of circle |

## Liste des épisodes
| No | Titre français | Titre japonais | Titre japonais | Date de 1re diffusion |
| No | Titre français | Kanji          | Rōmaji         | Date de 1re diffusion |
| -- | -------------- | -------------- | -------------- | --------------------- |
| 1  | Trick 1        | Trick：１      | /              | 4 avril 2006          |
| 2  | Trick 2        | Trick：２      | /              | 11 avril 2006         |
| 3  | Trick 3        | Trick：３      | /              | 18 avril 2006         |
| 4  | Trick 4        | Trick：４      | /              | 25 avril 2006         |
| 5  | Trick 5        | Trick：５      | /              | 2 mai 2006            |
| 6  | Trick 6        | Trick：６      | /              | 9 mai 2006            |
| 7  | Trick 7        | Trick：７      | /              | 16 mai 2006           |
| 8  | Trick 8        | Trick：８      | /              | 23 mai 2006           |
| 9  | Trick 9        | Trick：９      | /              | 30 mai 2006           |
| 10 | Trick 10       | Trick：１０    | /              | 6 juin 2006           |
| 11 | Trick 11       | Trick：１１    | /              | 20 juin 2006          |
| 12 | Trick 12       | Trick：１２    | /              | 27 juin 2006          |
| 13 | Trick 13       | Trick：１３    | /              | 4 juillet 2006        |
| 14 | Trick 14       | Trick：１４    | /              | 11 juillet 2006       |
| 15 | Trick 15       | Trick：１５    | /              | 18 juillet 2006       |
| 16 | Trick 16       | Trick：１６    | /              | 25 juillet 2006       |
| 17 | Trick 17       | Trick：１７    | /              | 1er août 2006         |
| 18 | Trick 18       | Trick：１８    | /              | 8 août 2006           |
| 19 | Trick 19       | Trick：１９    | /              | 15 août 2006          |
| 20 | Trick 20       | Trick：２０    | /              | 22 août 2006          |
| 21 | Trick 21       | Trick：２１    | /              | 29 août 2006          |
| 22 | Trick 22       | Trick：２２    | /              | 5 septembre 2006      |
| 23 | Trick 23       | Trick：２３    | /              | 12 septembre 2006     |
| 24 | Trick 24       | Trick：２４    | /              | 19 septembre 2006     |
| 25 | Trick 25       | Trick：２５    | /              | 26 septembre 2006     |
| SP | Special Trick  | /              | /              | /                     |

## Liste des OAV
| No | Titre français                                              | Titre japonais                                                 | Titre japonais                                    | Date de 1re diffusion |
| No | Titre français                                              | Kanji                                                          | Rōmaji                                            | Date de 1re diffusion |
| -- | ----------------------------------------------------------- | -------------------------------------------------------------- | ------------------------------------------------- | --------------------- |
| 1  | Kogarasu Maru et Sleeping Forest -Break on the Sky- Trick 1 | 「エア・ギア 黒の羽と眠りの森 -Break on the Sky-」Ｔｒｉｃｋ１ | Kuro no Hane to Nemuri no Mori -Break on the Sky- | 17 novembre 2010      |
| 2  | Kogarasu Maru et Sleeping Forest -Break on the Sky- Trick 2 | 「エア・ギア 黒の羽と眠りの森 -Break on the Sky-」Ｔｒｉｃｋ２ | Kuro no Hane to Nemuri no Mori -Break on the Sky- | 17 mars 2011          |
| 3  | Kogarasu Maru et Sleeping Forest -Break on the Sky- Trick 3 | 「エア・ギア 黒の羽と眠りの森 -Break on the Sky-」Ｔｒｉｃｋ３ | Kuro no Hane to Nemuri no Mori -Break on the Sky- | 17 juin 2011          |